# Blackburn (Misuri)
Blackburn es una ciudad ubicada en el condado de Saline en el estado estadounidense de Misuri. En el Censo de 2010 tenía una población de 249 habitantes y una densidad poblacional de 299,5 personas por km².

## Geografía
Blackburn se encuentra ubicada en las coordenadas 39°6′18″N 93°29′9″O / 39.10500, -93.48583. Según la Oficina del Censo de los Estados Unidos, Blackburn tiene una superficie total de 0.83 km², de la cual 0.8 km² corresponden a tierra firme y (3.74%) 0.03 km² es agua.

## Demografía
Según el censo de 2010, había 249 personas residiendo en Blackburn. La densidad de población era de 299,5 hab./km². De los 249 habitantes, Blackburn estaba compuesto por el 91.97% blancos, el 3.21% eran afroamericanos, el 0% eran amerindios, el 0% eran asiáticos, el 0% eran isleños del Pacífico, el 1.2% eran de otras razas y el 3.61% pertenecían a dos o más razas. Del total de la población el 2.81% eran hispanos o latinos de cualquier raza.